# Jean Dupuis (explorateur)
Pour les articles homonymes, voir Dupuis (homonymie) et Jean Dupuis (homonymie).
Jean Dupuis (Saint-Just-la-Pendue, 7 décembre 1829 - Monte-Carlo, 28 novembre 1912) est un explorateur et homme d'affaires français. 

## Biographie
Fils d'un riche agriculteur lyonnais, il se lance en 1851 dans le commerce des tissus. Établi à Alexandrie comme importateur de produits d'Extrême-Orient (1858), il voyage en 1859 avec le corps expéditionnaire français, en Chine. Il séjourne alors à Hong Kong, Shanghai et Pékin et fonde à Hankou, en 1861, un important comptoir de commerce. Il apprend la langue, les mœurs et les coutumes du pays et devient l'intermédiaire indispensable des autorités civiles et militaires. 
Associé à Eugène Simon, il tente de convaincre le gouvernement français à chercher de nouvelles routes vers le Tibet et la Chine centrale à partir des Indes, en vain. Il rencontre Francis Garnier à Hankou en juin 1868 qui lui explique la possibilité d'accéder au Yunnan par le Fleuve Rouge en partant du Tonkin. 
Dupuis remonte en 1869 le Yangzi Jiang jusqu'au Sichuan, atteint Yunnan-Fu qu'il ne parvient pas à dépasser. Repartant de Yunnan-Fu en 1871 avec un compagnon, il descend en pirogue le Nam Ti et le Fleuve Rouge jusqu'à Lào Cai mais les Pavillons Noirs l'empêchent de continuer. Ce n'est qu'en 1873 qu'il parvient enfin à faire la liaison Tonkin-Yunnan grâce à l'appui des autorités chinoises. Il est en effet chargé par les mandarins de Yunnan-Fu de convoyer une cargaison d'armes européennes via le Fleuve Rouge. 
Il part alors de Hanoï le 18 janvier 1873 avec neuf compagnons Européens, une trentaine de Chinois et une flottille d'embarcations et arrive à Manhao le 20 février. Par terre, il passe à Mong-Tse et rejoint Yunnan-Fu le 4 mars où il livre sa cargaison au maréchal Ma. Il revient à Hanoï le 30 avril avec un chargement de cuivre et d'étain. 
En février 1874, après l'évacuation de Hanoï par les Français, Dupuis est expulsé du territoire par ordre de l'amiral Dupré. Sa flottille est alors confisquée et ses marchandises séquestrées par les autorités de l'Annam. Il revient en France mais retourne à plusieurs reprises au Tonkin de 1883 à 1888 pour tenter de liquider ses affaires et se faire indemniser.

## Publications
- Voyage au Yun-Nan, Bulletin de la Société de géographie, vol.II, 1877, p. 5-57 et p. 151-185
- L'ouverture du Fleuve Rouge au commerce... Journal de voyage et d'expédition de J. Dupuis, 1879
- La pacification du Tong-Kin, 1886
- Les Origines de la question du Tong-Kin, 1896
- Le Tong-Kin et l'intervention française, 1898
- Le Tonkin de 1872 à 1886, histoire et politique, 1910